# Tigridia catarinensis
Tigridia catarinensis là một loài thực vật có hoa trong họ Diên vĩ. Loài này được Cruden miêu tả khoa học đầu tiên năm 1975.